# Bistum Sidon
Koordinaten: 33° 33′ 45,7″ N, 35° 22′ 10,9″ O
Das Bistum Sidon war ein frühchristlich-byzantinischer Bischofssitz in der Stadt Sidon (Libanon) in der damaligen römischen Provinz Syria Phoenice bzw. in der Spätantike in der Provinz Phoenice. Mit der Eroberung Sidons durch die Araber nach 636 ging dieser Bischofssitz unter. 1110 wurde Sidon durch König Balduin I. von Jerusalem erobert und 1133 wurde das Bistum als lateinisches Bistum neu begründet. 1187 wurde Sidon von Saladin besetzt, aber 1197 von den Kreuzfahrern wieder zurückerobert. 1291 ging auch dieser Bischofssitz mit der Eroberung und völligen Zerstörung Sidons durch die muslimischen Mamelucken wieder unter. Im weiteren Verlauf der Geschichte wurden jedoch weiter Bischöfe ernannt, die jedoch nur noch Titular-Bischöfe waren (Titularbistum Sidon).

## Geschichte
Die Stadt Sidon war bereits in der Frühen Bronzezeit ein wichtiger phönizischer Handelshafen. Sidon wurde im Laufe der Geschichte mehrfach zerstört und immer wieder aufgebaut. In römischer Zeit gehörte die Stadt zunächst zur großen Provinz Syria, die später unter Kaiser Septimius Severus in die nördliche Provinz Syria Coele und die südliche Provinz Syria Phoenice geteilt wurde. Sidon gehörte zur letzteren Provinz. Um 300 wurde Syria Phoenice in die Provinzen Phoenice (am Mittelmeer) und Phoenice Libanensis (im Landesinneren, östlich des Libanongebirges) unterteilt. Das Bistum Sidon gehörte nun zur römischen Provinz Phoenice. Kirchenrechtlich war der Bischof ein Suffragan des Metropoliten von Tyrus, der wiederum dem Patriarchen von Antiochia unterstand.

## Der frühchristlich-byzantinische bzw. orthodoxe Bischofssitz
Das Bistum Sidon ist bereits um die Wende des 3./4. Jahrhunderts dokumentiert. Es dürfte jedoch deutlich älter sein. Vermutlich in der letzten Christenverfolgung des Diokletian (ab 303) starb der Bischof Zenobius als Märtyrer. Einer seiner Nachfolger, der Bischof Theodor nahm 325 am Ersten Konzil von Nicäa teil. Beim Ersten Konzil von Konstantinopel (381) war Bischof Paulus von Sidon anwesend. Bischof Damianus war 451 Teilnehmer am Konzil von Chalcedon.
Nach der siegreichen Schlacht am Jarmuk 636 eroberten die Araber in den Folgejahren ganz Syrien und Palästina. Der Bischofssitz bestand zunächst aber weiter wie der Bischof Paulus zeigt, der während der arabischen Herrschaft das Bischofsamt ausübte.

## Frühchristliche Bischöfe (Übersicht)
- Zenobius, Märtyrer unter Diokletian (284 bis 305), vermutlich 303[1][2]
- 325 Theodor (Amphion?)[1][2]
- 381 Paulus[1][2]
- 451 Damianus[1][2]
- 458 Megas[1][2]
- 518 Andreas[1][2]
- 11. Jahrhundert (oder ?1140–80) Paulus[1][3][2]

## Der lateinische Bischofssitz
Am 4. Dezember 1110 wurde Sidon durch den König von Jerusalem Balduin I. mit Unterstützung einer norwegisch-venetianischen Flotte erobert. Die muslimischen Bewohnern wurden nach Damaskus vertrieben. Die Stadt und die neu gegründete Herrschaft Sidon wurde an die Grafschaft Tripolis angeschlossen und als Lehen an Eustace Garnier vergeben. Die Grafschaft Tripoli war wiederum ein Lehen des Königreichs Jerusalem.
Auf Betreiben von König Balduin I. von Jerusalem traf Papst Paschalis II. die Entscheidung, dass die kirchenorganisatorischen Grenzen den politischen Grenzen folgen sollten. Der in Sidon neu zu gründende Bischofssitz wurde 1111 zusammen mit einem Teil des Erzbistums Tyrus dem Patriarchat Jerusalem unterstellt. Die Teile des (alten) Metropolitansitzes Tyrus, die außerhalb des Herrschaftsbereichs von Balduin I. lagen, sollten weiterhin zum Patriarchat Antiochia gehören. Der Patriarch von Jerusalem Ghibelin ernannte daraufhin einen Bischof für das neue Bistum, der jedoch nicht geweiht und in sein Amt eingeführt werden konnte, weil der Patriarch von Antiochien Bernhard von Valence Einspruch beim Heiligen Stuhl gegen die Entscheidung eingelegt hatte. Er hätte mit dieser Abtrennung große Teile seines Patriarchats verloren. Der Papst bestätigte jedoch seine frühere Entscheidung. Allerdings gab Bernhard von Valence immer noch nicht auf und sandte 1113 erneut Delegierte zu Papst Paschalis und gegen die Entscheidung zu appellieren, wiederum ohne Erfolg. Der beabsichtigte Erzbischofssitz Tyrus wurde erst 1124 von den Kreuzfahrern erobert. Um den Anspruch des Patriarchats von Jerusalem auf das Erzbistum Tyrus zu untermauern, weihte der Patriarch von Jerusalem Warmund 1122 schon einen gewissen Odo zum Erzbischof von Tyrus. Dieser Erzbischof starb jedoch noch vor der Eroberung von Tyrus. Schließlich folgte dann doch 1123 die Bischofsweihe von Baldwin, des gewählten, aber nicht geweihten und ins Amt eingeführten Bischofs von Beirut, und wahrscheinlich wurde auch in diesen Jahren der erste Bischof von Sidon geweiht, der allerdings erst 1131 urkundlich bezeugt ist. Vermutlich wurde in dieser Zeit auch der Bischof von Akkon geweiht, der allerdings erst für 1135 urkundlich als Bischof von Akkon bezeugt ist.
Nach dem Tod des Erzbischofs Odo 1123 wurde zunächst kein Nachfolger ernannt. Im Jahr 1127 weihte Warmund schließlich William, einen gebürtigen Engländer und Prior des Chorherrenstifts zum Heiligen Grab zum Erzbischof von Tyrus. Dieser reiste nach Rom, um dort von Papst Honorius II. das Pallium zu empfangen. Mit der Errichtung des Bistums Banyas am Fuße des Hermongebirges 1140 hatte das Erzbistum Tyrus seine maximale Ausdehnung erreicht.
Die Kathedrale des Bistums wird unter bzw. an der Stelle der Großen Moschee von Sidon (Lage: ) vermutet. Die genaue Zahl der Kanoniker im Kathedralkapitel von Sidon ist nicht bekannt. Namentlich erwähnt werden sieben Kanoniker, die jedoch wahrscheinlich nicht das gesamte Kapitel repäsentierten, darunter ein Dekan, ein Archidiakon, ein Kantor und ein Magister. Innerhalb des Diözesangebiets des wieder begründeten Bischofssitzes von Sidon lag auch das frühere frühchristlich-byzantinische Bistum Sarepta, das bereits im 14. Jahrhundert als Titularbistum vergeben wurde (Titularbistum Sarepta).
Nach der Schlacht von Hattin 1187 wurde Sidon von den Truppen Saladins besetzt. Bischof Odo II. musste fliehen und starb 1189/91 bei der Belagerung von Akkon. 1190 ließ Saladins Gouverneur in Sidon die Befestigungsanlagen der Stadt schleifen. Der Bischofsstuhl war nach dem Tod von Bischof Odo II. (1189/91) nicht wieder besetzt worden. Erst 1204 wurde mit Terricus wieder ein Bischof für Sidon ernannt.
1190 gab Saladin die Hälfte der Herrschaft Sidon an Reginald von Sidon, ein Übereinkommen, das 1192 durch den Vertrag von Jaffa bestätigt wurde. Der Bischofsstuhl war nach dem Tod von Bischof Odo II. (1189/91) nicht wieder besetzt worden. Erst 1204 wurde mit Terricus wieder ein Bischof für Sidon ernannt.
1217 war die Stadt noch (teilweise? oder ganz?) in muslimischer Hand. 1227 besetzten schließlich französische und englische Kreuzfahrer Sidon und errichteten eine neue Festung auf einem Felsen vor der Küste (die Seefestung). 1229 kam Sidon unter die vollständige Kontrolle von Balian von Ibelin, des neuen Herren von Sidon. 1249 wurde die Stadt durch ein Heer aus Damaskus besetzt, aber ein Jahr später wieder geräumt. 1253 erfolgte ein erneuter Angriff muslimischer Truppen, die die Stadt besetzen konnten; die fränkische Besatzung zog sich in die Seefestung zurück und hielt stand. 1260 wurde die Stadt von mongolischen Truppen unter Kitbukha erobert, die Einwohner niedergemacht. Auch dieses Mal hielt die Seefestung stand.
Der Herr der Herrschaft Sidon Julian Garnier verkaufte schließlich seine Herrschaft noch im selben Jahr an den Templerorden. 1278 nahm Bohemund VII. von Antiochien die Seefestung ein. Sie kam jedoch bald wieder in Templerbesitz. Am 14. Juli 1291, zwei Monate nach dem Fall von Akkon evakuierten die Templer ihre Besatzung aus der Seefestung und gaben damit die Stadt und letzten Stüzpunkt in der Levante endgültig auf. Mit der Eroberung und völligen Zerstörung Sidons durch die muslimischen Mamelucken ging auch der Lateinische Bischofssitz wieder unter. Der Titel eines Bischofs von Sidon wurde jedoch weiter vergeben (Titularbistum Sidon).

## Liste der Bischöfe
- 1131 bis 1153 Bernardus, gestorben vor Askalon 1153[5]
- 1153 bis 1170 (1163?) Amalricus, war bis 1131 Propst/Abt im Kloster Floreffe, danach von 1131 bis 1134 Propst im Kloster Gottesgnaden bei Calbe (Sachsen-Anhalt), ab 1137? bis 1153 Abt im Kloster St. Joseph und Habakuk[5]
- 1176 Odo I., vorher Praecentor in Tyrus, von Erzbischof Wilhelm von Tyrus geweiht[5][6]
- 1181 Rainaldus[5]
- 1187 bis 1189/91 Odo II., gestorben vor Akkon 1189/91[5][6]
- Vakanz bis 1204
- 1204 Terricus, 1204 = electus, in Abwesenheit des Erzbischofs von Tyrus durch Bischof Konrad von Halberstadt geweiht[5][6]
- 1210 Radulfus/Ralph/Radulf von Mérencourt, von Februar 1215 bis 1225  Patriarch von Jerusalem[5][6]
- vor 1216 (†) NN, am 13. Februar 1218 war noch kein Nachfolger ernannt[5]
- 1244 G.[5][6]
- 1247 Petrus, vorher Archidiakon, wurde durch Papst Innozenz IV. bestätigt. Der Papst hatte aber ursprünglich den Bischof von Tiberias für Stelle bestimmt[5][6]
- 1263 Johannes, Ord.Praed.[6]
- 1274 bis 1281 Adam[6]